# Districte de Nogent-le-Rotrou
El Districte de Nogent-le-Rotrou és un dels quatre districtes del departament francès de l'Eure i Loir, a la regió del Centre-Vall del Loira. Té 4 cantons i 52 municipis i el cap del districte és la sotsprefectura de Nogent-le-Rotrou.

## Cantons
cantó d'Authon-du-Perche - cantó de La Loupe - cantó de Nogent-le-Rotrou - cantó de Thiron-Gardais